# 13473 Hokema
13473 Hokema è un asteroide della fascia principale. Scoperto nel 1953, presenta un'orbita caratterizzata da un semiasse maggiore pari a 2,2534672 UA e da un'eccentricità di 0,1718796, inclinata di 4,80512° rispetto all'eclittica.